# Busshållplats

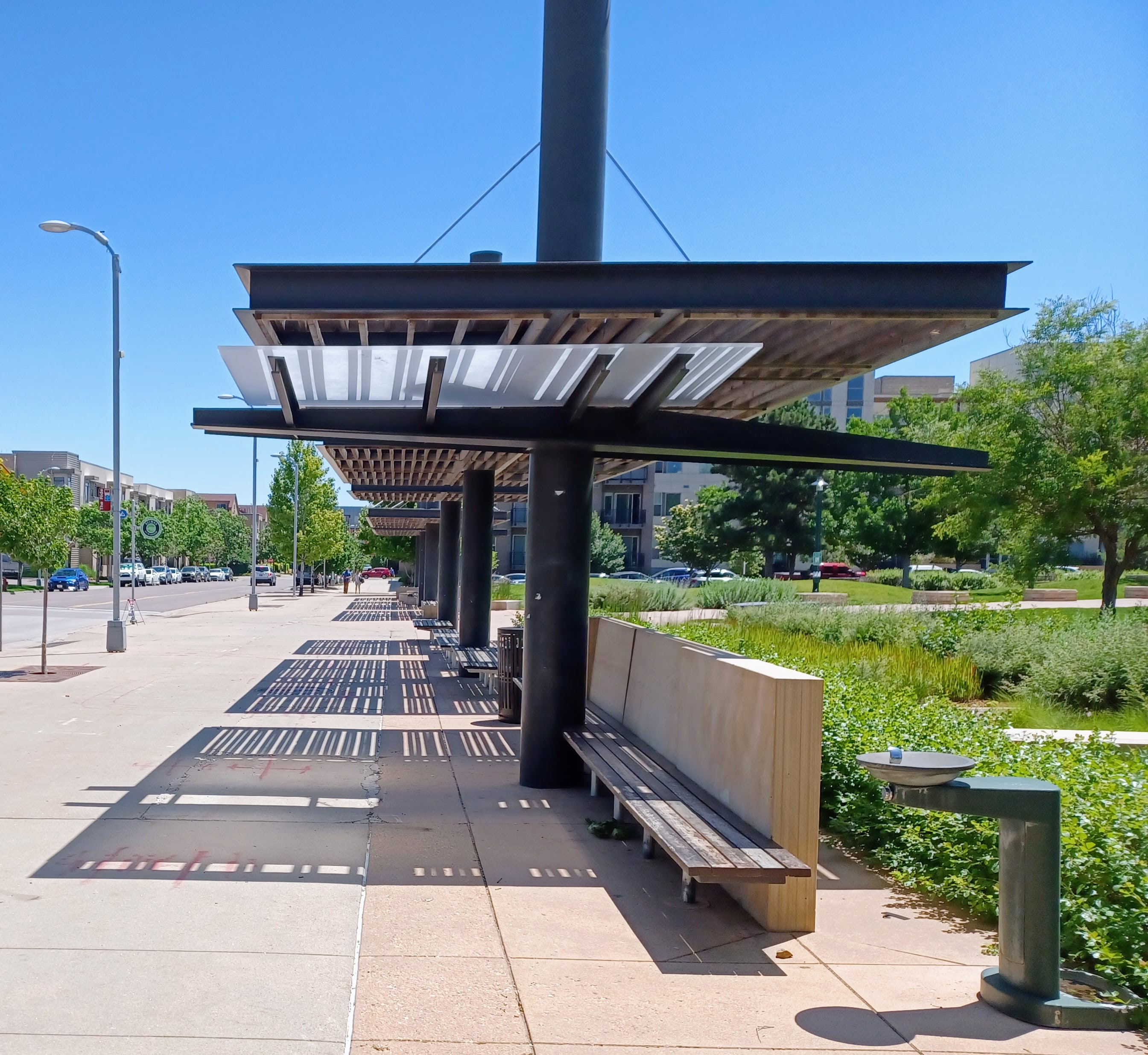
Busshållplats i Colorado.

Finländsk skylt för busshållplats.

Nederländsk skylt för busshållplats. Liknande skyltar är standard i flera länder i Europa.

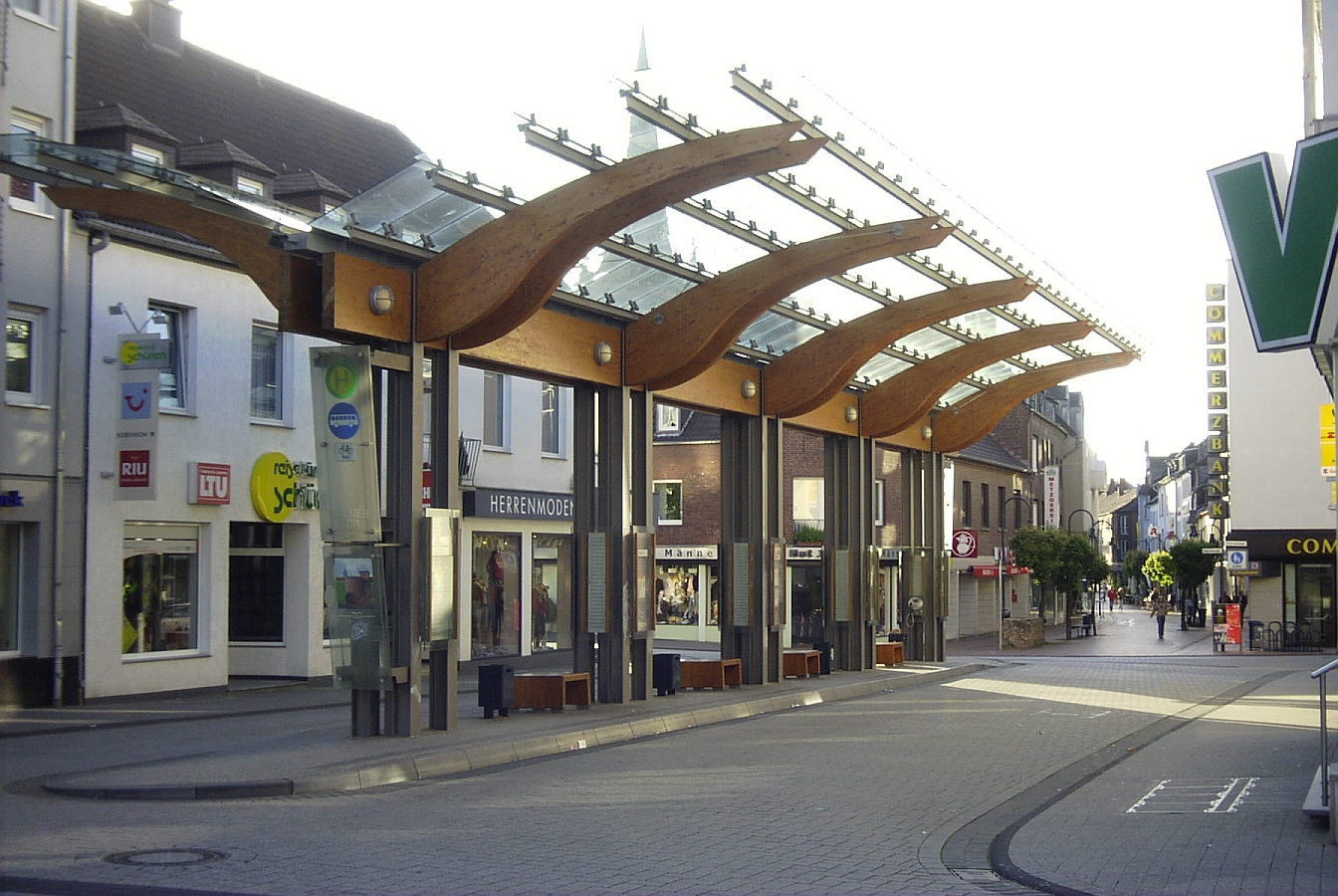
Busshållplats, Kölner Tor i Erkelenz i Tyskland.

Busshållplats är en hållplats vid början eller slutet eller längs en busslinje, där bussen stannar för att släppa på och av passagerare. 
En busshållplats brukar vara försedd med en skylt som visar var bussen vid behov stannar, samt en eventuell väntkur. En busstation, även bussterminal, kan sägas vara en större busshållplats, ofta ändhållplats, som trafikeras av bussar på flera linjer, ofta på var sin bestämda plats. 
För bussar i linjetrafik behöver man vanligtvis i god tid markera att man ska av eller på vid hållplatsen för att bussen ska stanna. 

## Hållplatstyper i Sverige

### Reglerhållplats
Det som ofta kallas reglerhållplats, även hållplats med hålltid, fasta hålltider, är en hållplats längs linjen där bussen ska vänta in avgångstiden i tidtabellen, i de fall bussen ankommer tidigare än tidtabellen. Som reglerhållplatser används ofta busstationer, busshållplatser vid järnvägsstationer, större knutpunkter och andra stopp med goda möjligheter för bussar att göra ett uppehåll utan att hindra annan trafik.

### Cirkatidshållplats
En cirkatidshållplats eller mellanhållplats är en hållplats där bussen kan avgå ett par minuter före eller efter den preliminära tidtabellen. Cirkatider är vanligt i svensk länstrafik, till exempel i Kalmar län,, Kronobergs län,, Östergötlands län, Skåne län och Stockholms län.
En del bussbolag har valt att inte ange klockslag för vissa hållplatser i tidtabellen, trots att bussen vid behov stannar där. Istället kan det markeras med ett "X" i tidtabellen. Det innebär att fast avgångstid saknas.

### Vinkområden

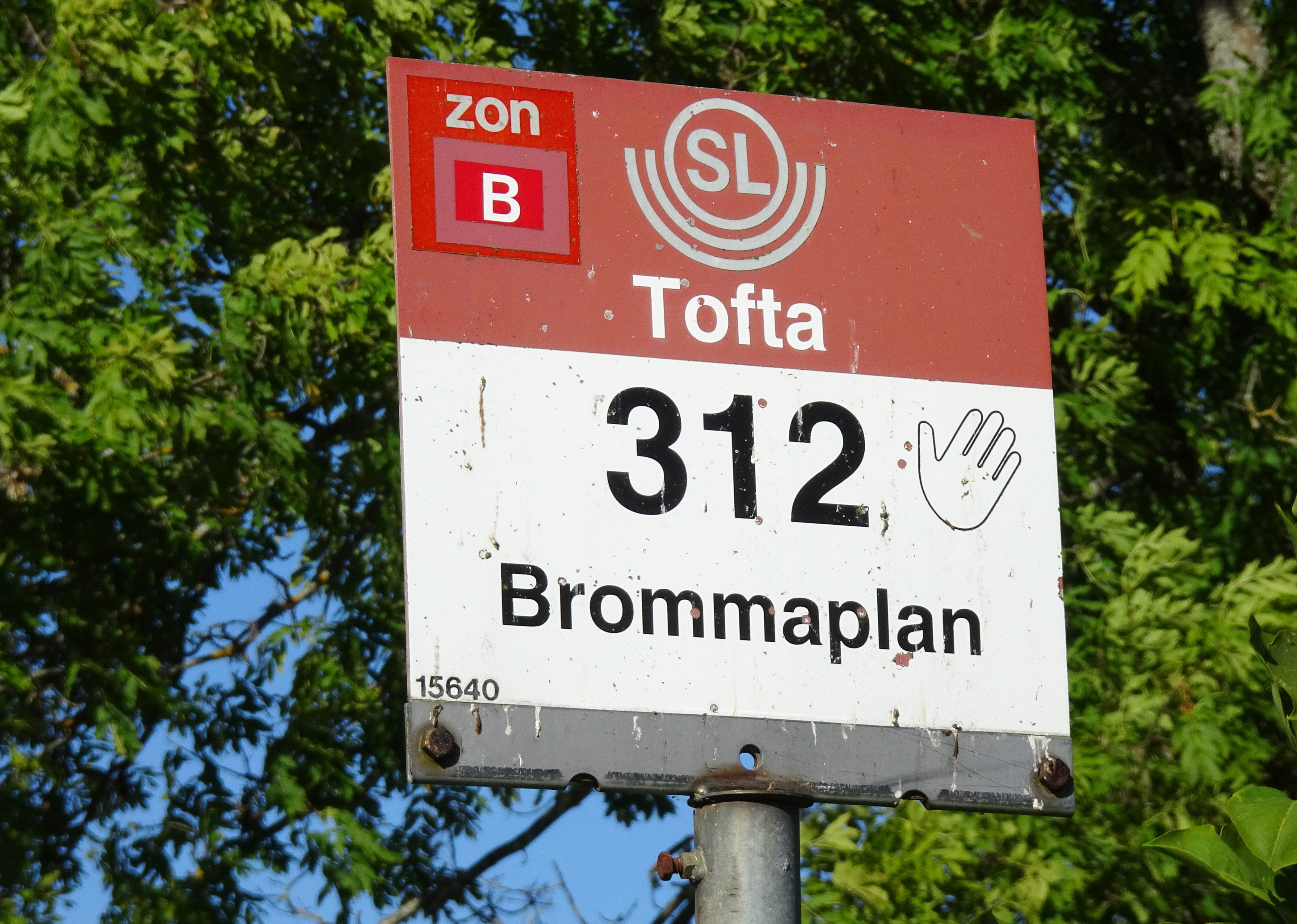
Hållplatsskylt för en "vinkbuss" på Adelsö i Stockholms län.

På vissa linjer finns hållplatsskyltar med en symbol för en hand, som kallas i folkmun "vinkbuss", vilket betyder att bussen stannar även mellan hållplatserna om den påstigande ger signal (vinkar).

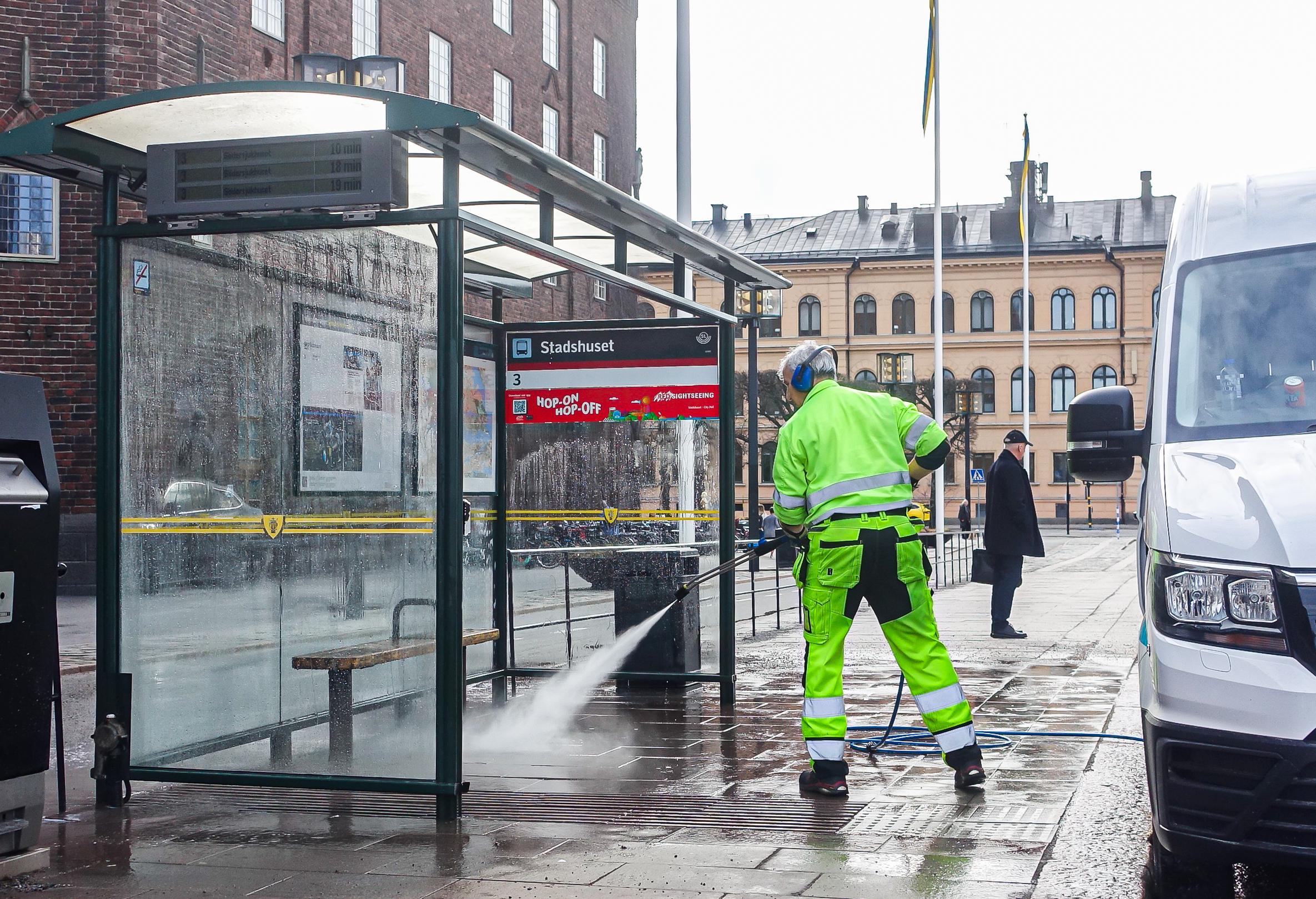
Renhållningsarbete av busshållplats i Stockholm 2024.